# Le ragazze di San Frediano (film)
Le ragazze di San Frediano è un film del 1954 diretto da Valerio Zurlini, all'esordio nella regia, liberamente tratto dall'omonimo romanzo di Vasco Pratolini.

## Trama
A Firenze, nel Borgo San Frediano, il giovane meccanico Andrea Sernesi, detto Bob, è un infallibile rubacuori, che corteggia senza alcuno scrupolo tutte le donne che attirano il suo interesse, arrivando a un certo punto a frequentarne contemporaneamente addirittura cinque.

Bob e Gina

La vicina di casa Gina è convinta che Bob la voglia sposare e che l'unico impedimento sia l'ostilità reciproca tra le rispettive madri, causata da banali problemi di cortile, che Bob le dipinge come una romantica situazione alla Romeo e Giulietta. La ragazza cerca di riconciliare le due anziane donne, perché acconsentano al matrimonio, mentre Bob alimenta di proposito i dissidi, per avere una scusa per non ufficializzare la relazione.
Mafalda ha amato Bob, ma l'ha lasciato a causa delle sue ripetute infedeltà. Quando lui la reincontra e scopre che è diventata una ballerina di rivista e sta per partire in tournée, si accorge di esserne ancora attratto e le propone di tornare con lui e di sposarlo. La donna non riesce a resistere al fascino canagliesco dell'ex e si dimostra disposta ad abbandonare la promettente carriera per lui.

Bob e Mafalda

Silvana, maestra in una scuola serale, si fa conquistare dai fantasiosi racconti di Bob, che si spaccia per motociclista professionista, esposto a rischi mortali in ogni gara. Quando scopre che la donna è già impegnata con Gianfranco, un suo conoscente, Bob finge di tirarsi indietro, per rispetto, ma di fatto si limita a lasciare che la seduzione, ormai compiuta, faccia il suo corso. In effetti, Silvana rompe con Gianfranco, assumendosene completamente la responsabilità e sollevandone invece Bob.
Bice, raffinata direttrice di una casa di moda, incontra casualmente Bob in occasione di un incidente d'auto, quando il ragazzo si offre di fare da testimone in suo favore, pur non avendo visto nulla. La donna è ben disposta a portarsi alle feste l'uomo più giovane, come accompagnatore, il quale, pur sentendosi annoiato e fuori luogo in ambienti a cui non appartiene, non disprezza affatto i generosi regali e condivide la mancanza d'intenzione ad impegnarsi seriamente.
Infine, la gelosa Tosca, che non è disposta a concedersi a Bob, finché non scopre che lui frequenta la più esperta Bice e, per non perderlo, organizza un incontro intimo in casa sua, allontanando con l'inganno il severo padre. Bob non coglie l'occasione perché il momento e il luogo non sono adatti, ma si tratta solo di un rinvio.

Bob e Tosca

L'equilibrio viene rotto da Gina che, disperando del buon esito dell'amore per Bob, scappa di casa lasciando una lettera in cui esprime propositi suicidi. Bob, sentendosi colpevole, pressato dai parenti, convinti che lui ricambi con eguale intensità i sentimenti della ragazza, accetta di sposare Gina pur di farla tornare a casa sana e salva, ritrovandosi a fare esattamente quello a cui lei aveva mirato, con il suo gesto.
L'annuncio del fidanzamento ufficiale di Bob suscita l'ilarità degli amici, che ben conoscono la realtà dei fatti, ma soprattutto causa una reazione a catena: durante i festeggiamenti per il fidanzamento, irrompe Tosca, accompagnata dal padre furibondo, e manda all'aria tutti i programmi rivolgendo al futuro sposo la pesante accusa di averla sedotta con l'inganno solo la sera prima. Bob non nega di essere stato a casa della ragazza, ma sostiene di non averla toccata e quell'unica verità rimane sepolta dal cumulo di bugie precedenti.
Rotti in questo modo i rapporti con Gina e Tosca, Bob corre da Mafalda, la quale però, venuta a conoscenza della lieta notizia del matrimonio, delusa ma forse non troppo sorpresa, se n'è già andata, raggiungendo la compagnia in tournée. Silvana è invece prontamente ritornata con Gianfranco, che vuole ripagare Bob di quell'ultimo periodo riempiendolo di botte, ma viene subito fermato dalla compagna che, malgrado gli inganni subiti, non desidera vendicarsi. A Bob non rimane che accettare l'offerta di Bice di accompagnarla in Riviera, ma alla stazione ferroviaria, appena prima dalla partenza, è raggiunto dal fratello maggiore, che gli impedisce di salire sul treno e lo riporta a calci a casa.

## La "dedica"
All'inizio del film, dopo i titoli di testa, un cartello spiega il soprannome del protagonista («A Firenze, fin dal tempo in cui Robert Taylor comparve sugli schermi, quei giovanotti belli, fisicamente dotati, spesso coi baffini, sempre con gli occhi di velluto, quelli insomma che piacciono tanto alle donne, vengono chiamati col nome generico e spregiativo di "Bob"») e ironicamente dedica il film «a questi poveri ragazzi, vittime innocenti della propria avvenenza».

## Differenze rispetto al romanzo
La sceneggiatura del film si discosta in modo sostanziale dal romanzo, soprattutto nel «finale annacquato», in cui mancano completamente il complotto e la vendetta da parte delle donne nei confronti del giovane e spregiudicato dongiovanni.
E tra l'altro nel film il protagonista si chiama Andrea e fa il meccanico, mentre nel romanzo si chiama Aldo e fa l'impiegato.

## Critica
Il Dizionario Mereghetti loda l'«insolita freschezza e schietta ironia [...] l'attenzione al contesto e la resa figurativa» e la prova di tutti i giovani attori. Anche il Dizionario Morandini parla di «garbo, brio e freschezza» e di «ottima direzione di attori».